# Chambon-sur-Cisse
Chambon-sur-Cisse és un municipi francès, situat al departament del Loir i Cher i a la regió de Centre – Vall del Loira. L'any 2007 tenia 703 habitants.

## Demografia

### Població
El 2007 la població de fet de Chambon-sur-Cisse era de 703 persones. Hi havia 292 famílies, de les quals 60 eren unipersonals (24 homes vivint sols i 36 dones vivint soles), 140 parelles sense fills, 84 parelles amb fills i 8 famílies monoparentals amb fills.
La població ha evolucionat segons el següent gràfic:
Habitants censats

### Habitatges
El 2007 hi havia 373 habitatges, 301 eren l'habitatge principal de la família, 47 eren segones residències i 25 estaven desocupats. 367 eren cases i 3 eren apartaments. Dels 301 habitatges principals, 278 estaven ocupats pels seus propietaris, 17 estaven llogats i ocupats pels llogaters i 6 estaven cedits a títol gratuït; 1 tenia una cambra, 5 en tenien dues, 27 en tenien tres, 88 en tenien quatre i 180 en tenien cinc o més. 253 habitatges disposaven pel capbaix d'una plaça de pàrquing. A 105 habitatges hi havia un automòbil i a 186 n'hi havia dos o més.

### Piràmide de població
La piràmide de població per edats i sexe el 2009 era:
| Homes | Edats   | Dones |
| ----- | ------- | ----- |
| 0     | 95 o +  | 0     |
| 4     | 90 a 94 | 4     |
| 4     | 85 a 89 | 12    |
| 4     | 80 a 84 | 12    |
| 8     | 75 a 79 | 12    |
| 16    | 70 a 74 | 16    |
| 12    | 65 a 69 | 20    |
| 16    | 60 a 64 | 12    |
| 20    | 55 a 59 | 20    |
| 48    | 50 a 54 | 48    |
| 24    | 45 a 49 | 36    |
| 32    | 40 a 44 | 36    |
| 36    | 35 a 39 | 24    |
| 12    | 30 a 34 | 16    |
| 16    | 25 a 29 | 12    |
| 4     | 20 a 24 | 8     |
| 40    | 15 a 19 | 24    |
| 32    | 10 a 14 | 24    |
| 32    | 5 a 9   | 16    |
| 8     | 0 a 4   | 0     |

## Economia
El 2007 la població en edat de treballar era de 475 persones, 352 eren actives i 123 eren inactives. De les 352 persones actives 330 estaven ocupades (172 homes i 158 dones) i 22 estaven aturades (8 homes i 14 dones). De les 123 persones inactives 64 estaven jubilades, 37 estaven estudiant i 22 estaven classificades com a «altres inactius».

### Ingressos
El 2009 a Chambon-sur-Cisse hi havia 301 unitats fiscals que integraven 725 persones, la mediana anual d'ingressos fiscals per persona era de 22.388 €.

### Activitats econòmiques
Dels 16 establiments que hi havia el 2007, 1 era d'una empresa alimentària, 3 d'empreses de construcció, 3 d'empreses de comerç i reparació d'automòbils, 1 d'una empresa de transport, 1 d'una empresa d'hostatgeria i restauració, 1 d'una empresa d'informació i comunicació, 1 d'una empresa immobiliària, 2 d'empreses de serveis i 3 d'entitats de l'administració pública.
Dels 4 establiments de servei als particulars que hi havia el 2009, 1 era un guixaire pintor, 1 fusteria, 1 electricista i 1 agència immobiliària.
Dels 2 establiments comercials que hi havia el 2009, 1 era una gran superfície de material de bricolatge i 1 una botiga de menys de 120 m².
L'any 2000 a Chambon-sur-Cisse hi havia 3 explotacions agrícoles que ocupaven un total de 462 hectàrees.

## Equipaments sanitaris i escolars
El 2009 hi havia una escola elemental integrada dins d'un grup escolar amb les comunes properes formant una escola dispersa.

## Poblacions més properes
El següent diagrama mostra les poblacions més properes.